# Hossein Ghafourizadeh
Mohammad Hossein Ghafourizadeh (persisch حسین غفوری‌زاده; * 16. Juni 1943 in Isfahan; † 15. Mai 2022 in Teheran) war ein iranischer Leichtathlet.

## Werdegang
Hossein Ghafourizadeh schied bei den Olympischen Spielen 1964 im Wettkampf über 400 m bereits im Vorlauf aus.